# Hector-Léonard de Sainte-Colombe de L'Aubépin
Hector-Léonard de Sainte-Colombe de L'Aubépin, Hector-Léonard ook gespeld als Hector-Leonor, L'Aubépin als Laubespin (château de l'Aubépin (gemeente Fourneaux, 2 april 1663 – Le Moulard (gemeente Saint-Michel-sur-Rhône), 10 oktober 1736) was een Frans schrijver en marineofficier.

## Levensloop
Hij was de jongste zoon van François de Sainte-Colombe, graaf van L'Aubépin, en zijn tweede vrouw, Henriette Renée de la Guiche. Hij studeerde bij de jezuïeten in Lyon en werd op 16-jarige leeftijd opgenomen in de Orde van Malta. In 1679 trad hij in dienst van ‘les galères’ (de Franse galeivloot). In 1700, tijdens de Spaanse Successieoorlog, werd hij met twee galeien gestuurd naar de Po en het Gardameer om het transport van troepen en bevoorrading mogelijk te maken en om die van de vijand tegen te houden. In 1724 werd hij benoemd tot ‘inspecteur des troupes des galères’.
In de periode van relatieve rust na de Vrede van Rastatt legde L'Aubépin zich toe op de literatuur. Hij bestudeerde klassieke schrijvers, als Homerus en Horatius, maar ook eigentijdse, Franse schrijvers. Hij was betrokken bij de oprichting in 1726 van de Académie de Marseille, waar hij ook zelf lid van werd en waar hij regelmatig hoorcolleges gaf. In 1728 werd zijn werk aan de Académie de Marseille onderbroken door het Bombardement van Tripoli. Aanleiding hiervoor was de inname van Franse gebouwen in die stad door lokale soldaten. Lodewijk XV, koning van Frankrijk, bestrafte hen door een eskader naar Noord-Afrika te sturen onder leiding van chef d'escadre Étienne Nicolas de Grandpré. L'Aubépin kreeg de opdracht hem met twee galeien te begeleiden.
In 1734, na al enige tijd grand-maréchal en baljuw van de Orde van Malta geweest te zijn, werd hij benoemd tot chef d'escadre van de Franse galeivloot. Kort daarna reisde hij naar Parijs en ontving hij het brevet van maréchal de camp van de marine. Na deze benoeming ging zijn gezondheid echter achteruit. Na het einde van de oorlog in Italië (zie Poolse Successieoorlog) trok hij zich terug in het landgoed Le Moulard bij Lyon, waar hij in 1736 overleed. L'Aubépin schreef kritieken, autobiografisch materiaal en gedichten. Zijn werk werd niet gepubliceerd.